# Jarrad Branthwaite
Jarrad Branthwaite, né le 27 juin 2002 à Carlisle en Angleterre, est un footballeur international anglais qui évolue au poste de défenseur central à l'Everton FC.

## Biographie

### En club
Né à Carlisle en Angleterre, Jarrad Branthwaite est formé par l'un des clubs de sa ville natale, Carlisle United. Il fait sa première apparition en League Two le 19 octobre 2019, étant titularisé face à Plymouth Argyle (défaite 2-0 de Carlisle).
Le 13 janvier 2020, Jarrad Branthwaite s'engage en faveur de l'Everton FC pour un contrat courant jusqu'en juin 2022. Branthwaite joue son premier match pour Everton le 12 juillet 2020, lors d'une rencontre de Premier League face à Wolverhampton Wanderers. Lancé par Carlo Ancelotti, il entre en jeu ce jour-là à la place de Leighton Baines et son équipe s'incline par trois buts à zéro,.
Le 14 janvier 2021, Jarrad Branthwaite est prêté jusqu'à la fin de la saison à Blackburn Rovers,.
De retour à Everton à la fin de son prêt, il signe un nouveau contrat le 11 décembre 2021, le liant désormais au club jusqu'en juin 2025. Il fait sa première apparition de la saison en Premier League le 16 décembre suivant en étant titularisé contre le Chelsea FC, à Stamford Bridge. Il se fait remarquer ce jour-là en marquant son premier but pour Everton, et donc dans l'élite du football anglais. Les deux équipes se séparent toutefois sur un match nul de un partout,.
Le 17 juillet 2022, Jarrad Branthwaite rejoint les Pays-Bas en étant prêté au PSV Eindhoven pour une saison,.
Branthwaite marque son premier but pour le PSV le 18 septembre 2022 face au Feyenoord Rotterdam, en championnat. Il contribue ainsi à la victoire de son équipe par quatre buts à trois.
Branthwaite est de retour à Everton pour la saison 2023-2024, où il commence tout d'abord comme remplaçant avant de saisir sa chance pour s'imposer ensuite comme un titulaire. Sa saison réussie lui vaut l'intérêt de Manchester United, évoqué en mai 2024.

### En sélection
En novembre 2020, Jarrad Branthwaite est convoqué pour la première fois avec l'équipe d'Angleterre des moins de 19 ans.
Jarrad Branthwaite est sélectionné avec l'équipe d'Angleterre des moins de 20 ans en 2020. Il joue son premier match le 6 septembre contre la Roumanie. Il entre en jeu à la place de Clinton Mola et son équipe l'emporte largement par six buts à zéro. Il porte ensuite à six reprises le maillot de l'équipe d'Angleterre espoirs.
Jarrad Branthwaite est convoqué pour la première fois avec l'équipe nationale d'Angleterre en mars 2024 par le sélectionneur Gareth Southgate. Il ne joue toutefois aucun match lors de ce rassemblement.
De nouveau appelé en juin 2024, Branthwaite honore cette fois-ci sa première sélection avec l'Angleterre, à l'occasion d'un match amical face à la Bosnie-Herzégovine le 3 juin 2024. Il entre en jeu à la place de Marc Guéhi et son équipe s'impose par trois buts à zéro,.

## Statistiques détaillées
| Saison                | Club                    | Championnat           | Championnat | Championnat | Championnat | Coupe nationale | Coupe nationale | Coupe nationale | Coupe de la Ligue | Coupe de la Ligue | Coupe de la Ligue | Compétition(s) continentale(s) | Compétition(s) continentale(s) | Compétition(s) continentale(s) | Compétition(s) continentale(s) | Total | Total | Total |
| Saison                | Club                    | Division              | M.          | B.          | P.d.        | M.              | B.              | P.d.            | M.                | B.                | P.d.              | Comp.                          | M.                             | B.                             | P.d.                           | M.    | B.    | P.d.  |
| 2019-2020             | Carlisle United         | League Two            | 9           | 0           | 0           | 5               | 1               | 0               | -                 | -                 | -                 | -                              | -                              | -                              | -                              | 14    | 1     | 0     |
| 2019-2020             | Everton FC              | Premier League        | 4           | 0           | 0           | -               | -               | -               | -                 | -                 | -                 | -                              | -                              | -                              | -                              | 4     | 0     | 0     |
| 2020-2021             | Everton FC              | Premier League        | 0           | 0           | 0           | -               | -               | -               | 1                 | 0                 | 0                 | -                              | -                              | -                              | -                              | 1     | 0     | 0     |
| 2021-2022             | Everton FC              | Premier League        | 6           | 0           | 1           | 1               | 0               | 0               | 1                 | 0                 | 0                 | -                              | -                              | -                              | -                              | 8     | 0     | 1     |
| 2023-2024             | Everton FC              | Premier League        | 35          | 3           | 0           | 3               | 0               | 0               | 3                 | 0                 | 0                 | -                              | -                              | -                              | -                              | 41    | 3     | 0     |
| 2024-2025             | Everton FC              | Premier League        | 27          | 0           | 1           | 2               | 0               | 0               | -                 | -                 | -                 | -                              | -                              | -                              | -                              | 29    | 0     | 1     |
| Sous-total            | Sous-total              | Sous-total            | 72          | 3           | 2           | 6               | 0               | 0               | 5                 | 0                 | 0                 | -                              | 0                              | 0                              | 0                              | 83    | 3     | 2     |
| 2020-2021             | Blackburn Rovers (prêt) | Championship          | 10          | 0           | 0           | -               | -               | -               | -                 | -                 | -                 | -                              | -                              | -                              | -                              | 10    | 0     | 0     |
| 2022-2023             | PSV Eindhoven (prêt)    | Eredivisie            | 27          | 2           | 1           | 4               | 2               | 0               | -                 | -                 | -                 | C1+C3                          | 3+2                            | 0                              | 0                              | 36    | 4     | 1     |
| Total sur la carrière | Total sur la carrière   | Total sur la carrière | 118         | 5           | 3           | 15              | 3               | 0               | 5                 | 0                 | 0                 | -                              | 5                              | 0                              | 0                              | 143   | 8     | 3     |

### En sélection nationale
| Saison                | Sélection             | Phases finales        | Phases finales | Phases finales | Phases finales | Éliminatoires | Éliminatoires | Éliminatoires | Ligue Nations | Ligue Nations | Ligue Nations | Matchs amicaux | Matchs amicaux | Matchs amicaux | Total | Total | Total |
| Saison                | Sélection             | Compétition           | M              | B              | Pd             | M             | B             | Pd            | M             | B             | Pd            | M              | B              | Pd             | M     | B     | Pd    |
| --------------------- | --------------------- | --------------------- | -------------- | -------------- | -------------- | ------------- | ------------- | ------------- | ------------- | ------------- | ------------- | -------------- | -------------- | -------------- | ----- | ----- | ----- |
| 2023-2024             | Angleterre            | -                     | -              | -              | -              | -             | -             | -             | -             | -             | -             | 1              | 0              | 0              | 1     | 0     | 0     |
| Total sur la carrière | Total sur la carrière | Total sur la carrière | -              | -              | -              | -             | -             | -             | -             | -             | -             | 1              | 0              | 0              | 1     | 0     | 0     |

## Palmarès

### En club
- PSV Eindhoven
  - Vainqueur de la Coupe des Pays-Bas en 2023.

### En sélection nationale
- Angleterre espoirs
  - Vainqueur du Championnat d'Europe en 2023.